# Michael Nilsson Grubb
Michael Nilsson Grubb, född på 1600-talet, död 3 april 1736, var en svensk rådman, riksdagsledamot och politiker.

## Biografi
Michael Grubb föddes på 1600-talet. Han arbetade som handelsman i Stockholm och blev 1727 rådman i staden. Grubb avled 1736.
Grubb var riksdagsledamot för borgarståndet i Stockholm vid riksdagen 1713–1714 och riksdagen 1720.
Grubb gifte sig med Anna Maria Schméer (född 1702).